# Южноамериканский кубок
Южноамериканский кубок КОНМЕБОЛ (исп. Copa Sudamericana, порт. Copa Sul-Americana), также неверно переводимый как Кубок Южной Америки — международное соревнование по футболу для клубов стран, входящих в КОНМЕБОЛ. В 2005—2008 годах в турнире также участвовали представители КОНКАКАФ. Второй по значимости клубный турнир Южной Америки после Кубка Либертадорес.
В разные годы титульными спонсорами турнира были Nissan, Bridgestone и Total.
Победитель кубка участвует в аналоге «суперкубка» Южной Америки — Рекопе. С 2010 года победитель турнира получает путёвку в ближайший Кубок Либертадорес.

## История

Логотип турнира с 2002 по 2010 год

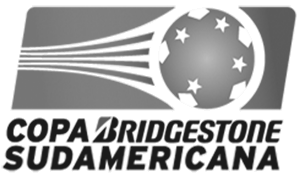
Логотип в 2011—2012 годах

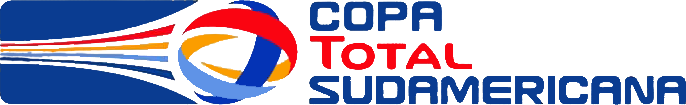
Логотип в 2013—2014 годах

В 2001 году были проведены последние розыгрыши Кубка Мерконорте и Кубка Меркосур. Вместо них было запланировано провести общеамериканский турнир, так называемый Панамериканский кубок, однако, вместо этого, в 2002 году был проведён розыгрыш первого Южноамериканского кубка.
В 2003 году генеральным спонсором турнира стала компания Nissan Motors — японский производитель автомобилей. Официально кубок стал называться Copa Nissan Sudamericana. В этом же году бразильские клубы приняли участие в кубке, в первом розыгрыше они не участвовали из-за пересечения дат матчей в календарях Кубка и чемпионата Бразилии.
В 2005 году к участию в Кубке были приглашены клубы из КОНКАКАФ: американский «Ди Си Юнайтед» и мексиканские «Америка», «УНАМ Пумас».
В 2006 году впервые международный южноамериканский турнир выиграла мексиканская команда. «Пачука» превзошла в финале чилийский «Коло-Коло».
В 2007 году свой первый трофей во всей своей истории выиграл аргентинский «Арсенал», обыгравший в финале «Америку», которая в свою очередь стала третьим мексиканским финалистом за 3 года.
В 2008 году кубок впервые выиграл бразильский клуб — «Интернасьонал», после победы в первом матче 1:0, в ответном матче сумевший в дополнительное время свести матч вничью 1:1 с аргентинским «Эстудиантесом». За 6 предыдущих лет ни одна бразильская команда не достигала даже финала.
В 2009 году кубок впервые выиграл эквадорский клуб — ЛДУ Кито. Примечательно, что в финале эквадорцы обыграли «Флуминенсе» — оба этих клуба в 2008 году встречались в финале Кубка Либертадорес (это были первые финалы в истории обоих клубов). Как и в 2008 году, в финале Южноамериканского кубка успех сопутствовал ЛДУ, ещё сильнее укрепившей реноме самой успешной эквадорской команды на международной арене.
В 2010 году в финале сошлись самый титулованный по победам в Кубке Либертадорес аргентинский клуб «Индепендьенте», чья последняя победа в международном турнире состоялась в 1995 году (Суперкубок Либертадорес) и бразильский клуб «Гояс», для которого это был первый финал на международной арене. В Гоянии хозяева, к тому моменту уже вылетевшие из Серии A чемпионата Бразилии, одержали победу со счётом 2:0. В Авельянеде аргентинцы сумели отыграться уже к концу первого тайма. Итоговый счёт (3:1) продержался до конца как основного, так и дополнительного времени, а в серии пенальти «Короли кубков» были безупречны, победив со счётом 5:3.
В 2011 году впервые победителем турнира стал представитель Чили — «Универсидад де Чили» уверенно обыграв в финале «ЛДУ Кито». В 2012 году финал ЮАК оказался самым скандальным в истории турнира. Футболисты аргентинского «Тигре» отказались выходить на второй тайм ответной встречи против «Сан-Паулу». Бразильская команда, которая вела после первой половины встречи со счётом 2:0, была признана победителем.
В 2013 и 2014 годах турнир выигрывали аргентинские «Ланус» и «Ривер Плейт», причём последний клуб уже в 2015 году стал победителем Кубка Либертадорес. В 2015 году трофей впервые завоевала колумбийская команда — «Индепендьенте Санта-Фе».
В 2016 году финал турнира между «Атлетико Насьоналем» и «Шапекоэнсе» не состоялся в намеченные сроки из-за трагической гибели 28 ноября почти всего состава бразильской команды при подлёте к Медельину. Руководство «Атлетико Насьоналя» (сильнейшего клуба Южной Америки, завоевавшего ранее в том же году Кубок Либертадорес) выступило с призывом присудить победу в ЮАК-2016 «Шапекоэнсе», и 5 декабря КОНМЕБОЛ поддержал эту инициативу, признав «Шапекоэнсе» победителем.
С 2017 года сроки проведения турнира изменились, предварительные раунды будут проводиться в первой половине года. Также поменялось официальное название турнира, к которому было добавлено наименование главной континентальной футбольной организации — Южноамериканский кубок КОНМЕБОЛ.
В 2019 году финал турнира впервые состоял из одной игры на заранее выбранном нейтральном поле. Первый одноматчевый финал состоялся на стадионе «Генерал Пабло Рохас» в Асунсьоне.
Из-за длительного перерыва, вызванного  пандемией COVID-19, финал ЮАК 2020 состоялся 23 января 2021 года.
В 2011—2012 годах титульным спонсором турнира была компания Bridgestone и турнир назывался исп. Copa Bridgestone Sudamericana. В 2013—2014 годах титульным спонсором выступала компания Total, турнир назывался исп. Copa Total Sudamericana. В 2002 и 2015 годах у турнира не было титульного спонсора.

## Формат
Каждой национальной федерации отведено определённое количество мест, определяемое уровнем чемпионата. Федерации уже сами определяют критерии по которым приглашают клубы к участию. Это могут быть высокое место в чемпионате, которое однако не позволило попасть на Кубок Либертадорес, хорошая игра в начале сезона, квалификационный турнир или любые другие заслуги перед организацией.
Кубок разыгрывается по смешанной системе, финальные этапы всегда проходят по двухматчевой кубковой системе. В 2003 году на предварительной стадии был небольшой групповой этап — по три клуба в группе.
С сезона 2010 все ассоциации (федерации) получили в турнире по три места, кроме Аргентины (шесть мест) и Бразилии (восемь мест). Победитель предыдущего розыгрыша получал место вне квот (в настоящий момент победитель ЮАК получает место в следующем розыгрыше Кубка Либертадорес).
В 2021 году число участников было расширено с 54 до 56 команд. На первом (предварительном) этапе 32 клуба из восьми ассоциаций (федераций) (кроме Аргентины и Бразилии) по двухматчевой кубковой системе определили 16 участников вновь введённого группового этапа. На этом первом этапе по четыре команды из одной страны формируют по две пары, так что в групповой этап гарантированно попадают по два представителя. На групповом этапе по шесть мест уже гарантировано клубам из Аргентины и Бразилии. Оставшиеся четыре команды (чтобы набрать 32 участника и сформировать восемь групп по четыре клуба) добираются из числа команд, проигравших в третьем квалификационном раунде Кубка Либертадорес. В 1/8 финала выходят только восемь победителей группового этапа. Другие восемь команд первого этапа плей-офф — это клубы, занявшие третьи места в своих группах в Кубке Либертадорес.
До 2018 года включительно финал состоял из двух игр (дома и в гостях, без учёта «гостевых» голов), с 2019 года финал состоит из одного матча на заранее выбранном КОНМЕБОЛ стадионе.

## Финалы
| Сезон      | Победитель                              | Счёт              | Финалист                                  |
| ---------- | --------------------------------------- | ----------------- | ----------------------------------------- |
| 2002 Обзор | «Сан-Лоренсо» (Буэнос-Айрес)            | 4:0, 0:0          | «Атлетико Насьональ» (Медельин)           |
| 2003 Обзор | «Сьенсиано» (Куско)                     | 3:3, 1:0          | «Ривер Плейт» (Буэнос-Айрес)              |
| 2004 Обзор | «Бока Хуниорс» (Буэнос-Айрес)           | 0:1, 2:0          | «Боливар» (Ла-Пас)                        |
| 2005 Обзор | «Бока Хуниорс» (Буэнос-Айрес)           | 1:1, 1:1 (п. 4:3) | «УНАМ Пумас» (Мехико)                     |
| 2006 Обзор | «Пачука» (Пачука)                       | 1:1, 2:1          | «Коло-Коло» (Сантьяго)                    |
| 2007 Обзор | «Арсенал» (Саранди)                     | 3:2, 1:2          | «Америка» (Мехико)                        |
| 2008 Обзор | «Интернасьонал» (Порту-Алегри)          | 1:0, 1:1 (дв)     | «Эстудиантес» (Ла-Плата)                  |
| 2009 Обзор | ЛДУ Кито (Кито)                         | 5:1, 0:3          | «Флуминенсе» (Рио-де-Жанейро)             |
| 2010 Обзор | «Индепендьенте» (Авельянеда)            | 0:2, 3:1 (п. 5:3) | «Гояс» (Гояния)                           |
| 2011 Обзор | «Универсидад де Чили» (Сантьяго)        | 1:0, 3:0          | ЛДУ Кито (Кито)                           |
| 2012 Обзор | «Сан-Паулу» (Сан-Паулу)                 | 0:0, 2:0          | «Тигре» (Виктория)                        |
| 2013 Обзор | «Ланус» (Ланус)                         | 1:1, 2:0          | «Понте-Прета» (Кампинас)                  |
| 2014 Обзор | «Ривер Плейт» (Буэнос-Айрес)            | 1:1, 2:0          | «Атлетико Насьональ» (Медельин)           |
| 2015 Обзор | «Санта-Фе» (Богота)                     | 0:0, 0:0 (п. 3:1) | «Уракан» (Буэнос-Айрес)                   |
| 2016 Обзор | «Шапекоэнсе» (Шапеко)                   | Посмертная дань   | «Атлетико Насьональ» (Медельин)           |
| 2017 Обзор | «Индепендьенте» (Авельянеда)            | 2:1, 1:1          | «Фламенго» (Рио-де-Жанейро)               |
| 2018 Обзор | «Атлетико Паранаэнсе» (Куритиба)        | 1:1, 1:1 (п. 4:3) | «Хуниор» (Барранкилья)                    |
| 2019 Обзор | «Индепендьенте дель Валье» (Сангольки)  | 3:1               | «Колон» (Санта-Фе)                        |
| 2020 Обзор | «Дефенса и Хустисия» (Флоренсио-Варела) | 3:0               | «Ланус» (Ланус)                           |
| 2021 Обзор | «Атлетико Паранаэнсе» (Куритиба)        | 1:0               | «Ред Булл Брагантино» (Браганса-Паулиста) |
| 2022 Обзор | «Индепендьенте дель Валье» (Сангольки)  | 2:0               | «Сан-Паулу» (Сан-Паулу)                   |
| 2023 Обзор | ЛДУ Кито (Кито)                         | 1:1 (п. 4:3)      | «Форталеза» (Форталеза)                   |
| 2024 Обзор | Расинг (Авельянеда)                     | 3:1               | «Крузейро» (Белу-Оризонти)                |

## Победители и финалисты
| Клуб                                      | П | Ф | Годы             |
| ----------------------------------------- | - | - | ---------------- |
| ЛДУ Кито (Кито)                           | 2 | 1 | 2009, 2023, 2011 |
| «Бока Хуниорс» (Буэнос-Айрес)             | 2 | 0 | 2004, 2005       |
| «Индепендьенте» (Авельянеда)              | 2 | 0 | 2010, 2017       |
| «Атлетико Паранаэнсе» (Куритиба)          | 2 | 0 | 2018, 2021       |
| «Индепендьенте дель Валье» (Сангольки)    | 2 | 0 | 2019, 2022       |
| «Ривер Плейт» (Буэнос-Айрес)              | 1 | 1 | 2003, 2014       |
| «Ланус» (Ланус)                           | 1 | 1 | 2013, 2020       |
| «Сан-Паулу» (Сан-Паулу)                   | 1 | 1 | 2012, 2022       |
| «Сан-Лоренсо» (Буэнос-Айрес)              | 1 | 0 | 2002             |
| «Сьенсиано» (Куско)                       | 1 | 0 | 2003             |
| «Пачука» (Пачука)                         | 1 | 0 | 2006             |
| «Арсенал» (Саранди)                       | 1 | 0 | 2007             |
| «Интернасьонал» (Порту-Алегри)            | 1 | 0 | 2008             |
| «Универсидад де Чили» (Сантьяго)          | 1 | 0 | 2011             |
| «Санта-Фе» (Богота)                       | 1 | 0 | 2015             |
| «Шапекоэнсе» (Шапеко)                     | 1 | 0 | 2016             |
| «Дефенса и Хустисия» (Флоренсио-Варела)   | 1 | 0 | 2020             |
| «Расинг» (Авельянеда)                     | 1 | 0 | 2024             |
| «Атлетико Насьональ» (Медельин)           |   | 3 | 2002, 2014, 2016 |
| «Боливар» (Ла-Пас)                        |   | 1 | 2004             |
| «УНАМ Пумас» (Мехико)                     |   | 1 | 2005             |
| «Коло-Коло» (Сантьяго)                    |   | 1 | 2006             |
| «Америка» (Мехико)                        |   | 1 | 2007             |
| «Эстудиантес» (Ла-Плата)                  |   | 1 | 2008             |
| «Флуминенсе» (Рио-де-Жанейро)             |   | 1 | 2009             |
| «Гояс» (Гояния)                           |   | 1 | 2010             |
| «Тигре» (Виктория)                        |   | 1 | 2012             |
| «Понте-Прета» (Кампинас)                  |   | 1 | 2013             |
| «Уракан» (Буэнос-Айрес)                   |   | 1 | 2015             |
| «Фламенго» (Рио-де-Жанейро)               |   | 1 | 2017             |
| «Хуниор» (Барранкилья)                    |   | 1 | 2018             |
| «Колон» (Санта-Фе)                        |   | 1 | 2019             |
| «Ред Булл Брагантино» (Браганса-Паулиста) |   | 1 | 2021             |
| «Форталеза» (Форталеза)                   |   | 1 | 2023             |
| «Крузейро» (Белу-Оризонти)                |   | 1 | 2024             |

### По странам
| Страна    | П  | Ф |
| --------- | -- | - |
| Аргентина | 10 | 6 |
| Бразилия  | 5  | 8 |
| Эквадор   | 4  | 1 |
| Колумбия  | 1  | 4 |
| Мексика   | 1  | 2 |
| Чили      | 1  | 1 |
| Перу      | 1  | 0 |
| Боливия   |    | 1 |